# Samurai Warriors 4
Samurai Warriors 4, conocido en Japón como Sengoku Musou 4, es un juego de hack and slash de Koei Tecmo, y secuela de Samurai Warriors 3. A diferencia de los juegos anteriores de Samurai Warriors, este solo tiene voces en off japonesas.

## Desarrollo
El juego fue creado para celebrar el décimo aniversario de la serie. Si bien se confirmó que el juego estaba en desarrollo para PlayStation 3 ya en 2012, no fue hasta la conferencia de prensa de SCEJA en septiembre de 2013 que el juego se anunció oficialmente, con una versión para PlayStation Vita además de PlayStation 3, y fue lanzado el 20 de marzo de 2014 en Japón. La primera promoción de Samurai Warriors 4 se reveló el 7 de diciembre de 2013. El puerto de la versión de PlayStation 4 siguió el 4 de septiembre de 2014. También se lanzó en Norteamérica el 21 de octubre de 2014 y en Europa el 24 de octubre de 2014.
Una versión revisada, Samurai Warriors 4-II (Sengoku Musō 4-II) se lanzó el 11 de febrero de 2015 en Japón y se lanzó en América del Norte el 29 de septiembre de 2015 y en Europa el 2 de octubre. , 2015, pero no contiene las historias originales de Samurai Warriors 4. Una segunda expansión, Samurai Warriors 4: Empires (Sengoku Musō 4 Empires) se lanzó en Japón el 17 de septiembre de 2015 y en Norteamérica y Europa en 2016.

## Jugabilidad
El juego presenta una función de cambio de personaje, similar al spin-off Samurai Warriors: Chronicles, con la que los jugadores pueden llevar dos personajes a batallas simultáneamente y cambiar libremente entre los dos.
En este juego se incluyen dos nuevos movimientos, "Hyper Attacks" y "Rage Mode":
- Hyper Attacks es un conjunto de movimientos secundario disponible para todos los personajes que le permite al jugador barrer y eliminar a la multitud de enemigos con una animación deslumbrante, aunque es inútil contra los oficiales enemigos, ya que lo desviarán o serán inmunes contra él.
- El modo Rage hace que el jugador sea invencible durante un período de tiempo, y también mejora los ataques del jugador, además de potenciar su ataque Musou mediante el uso del Spirit Gauge. Se presentan duelos, que ocurren cuando los personajes controlados por el jugador se encuentran con oficiales enemigos en condiciones específicas.

Se mantiene el modo de crear un guerrero; presenta un contenido mucho más extenso, incluida la adición de dos conjuntos de movimientos de armas de los protagonistas masculinos y femeninos de Samurai Warriors: Chronicles, además de los tres de juegos anteriores. Los personajes personalizados también se pueden jugar en el nuevo "Modo Crónica", donde los jugadores pueden recibir solicitudes de sus generales personalizados.
El Modo Historia también se renovó; ya no usa el formato tradicional de historia por personaje de juegos anteriores y en su lugar presenta diez historias basadas en clanes y regiones durante el período Sengoku, similar al modo de historia basado en reino implementado en los juegos recientes de Dynasty Warriors.
Cada etapa ofrece una selección de personajes jugables para que el jugador use de acuerdo con su participación en las batallas; en consecuencia, algunos personajes no aparecen en la historia, aunque siguen apareciendo en el mencionado Modo Crónica. Todas las historias conducen a dos historias separadas: la "Unificación", que narra principalmente la conquista de Hideyoshi Toyotomi en la unión de Japón, así como los conflictos entre los ejércitos del Este y el Oeste después de la muerte de Hideyoshi que conduce a la Batalla de Sekigahara y el exterminio. del clan Toyotomi; y la historia de "Sanada", que cuenta una historia paralela con la Unificación, pero tiene una visión más personal con el clan Sanada.
Los Ataques Musou ahora tienen nuevas animaciones finales separadas de su Musou Verdadero, pero ya no permiten la acción libre durante su duración. Los generales enemigos todavía usan los finalizadores de ondas de choque más antiguos y ya no son completamente invencibles por su duración (en su lugar, se les otorga Hyper Armor).

## Historia
Al igual que los juegos anteriores de la serie, el escenario y la historia de Samurai Warriors 4 se centra en el período Sengoku de Japón, un período de mucho conflicto militar y guerra política donde Japón se dividió entre regiones gobernadas por daimyōs que duró desde mediados del siglo XVI. siglo hasta principios del siglo XVII. Los eventos descritos, sin embargo, son románticos y pueden o no ser fácticos; por ejemplo, se muestra que Nobuyuki Sanada y su hermano, Yukimura Sanada, participan en la batalla de Kawanakajima, a pesar de que ambos aún no habían nacido en ese momento. Muchas figuras con poca relevancia para el período, particularmente las figuras femeninas que en su mayor parte participaron en solo algunas de las batallas, tienen roles más importantes; Koshōshō, notable por ser la esposa de Motochika Chōsokabe en la vida real, se convierte en su principal rival en su conquista de Shikoku y es el representante del clan Miyoshi en el juego. A diferencia de los juegos anteriores, no hay rutas hipotéticas, como resultado, los destinos de los personajes se juegan como se indica en la historia.
La primera batalla representada en el juego es la batalla de Itsukushima, librada entre el clan Mōri y el clan Ōuchi en 1555, con el asedio de Osaka, librada entre el clan Tokugawa y el clan Toyotomi en 1614-1615, como la batalla final del juego.

## Personajes
El original presenta un total de 55 personajes, más que los juegos anteriores de la serie. Prácticamente todos los personajes de juegos anteriores regresan, incluidos tres personajes (Goemon Ishikawa, Kojirō Sasaki y Musashi Miyamoto) que fueron eliminados de la serie principal en Samurai Warriors 3 (en Samurai Warriors 2 para Goemon). Tres personajes: Munenori Yagyū, Naotora Ii y Takatora Tōdō también hacen su debut en la serie principal aquí después de haber sido presentados en el spin-off Sengoku Musou: Kuronikuru 2; se cuentan como nuevos personajes en los materiales promocionales.
Además de los personajes que regresan, el juego también presenta nueve personajes nuevos, algunos de los cuales son ex oficiales genéricos no jugables. Además de los personajes jugables completos, varios oficiales genéricos pueden convertirse en pseudojugables reclutándolos como socios en el modo Crónica.
La actualización II agrega a Naomasa Ii a la lista, lo que eleva el número de personajes a 56.
- DLC
- Negrita denota caracteres que están disponibles de forma predeterminada

| SO                 | SW2                 | SW3                 | SW4                            |
| ------------------ | ------------------- | ------------------- | ------------------------------ |
| Goemon Ishikawa    | Ginchiyo Tachibana  | Aya                 | Hisahide Matsunaga             |
| Hanzō Hattori      | Gracia              | Hanbei Takenaka     | Kagekatsu Uesugi               |
| Hideyoshi Toyotomi | Ieyasu Tokugawa     | Kai                 | Kojūrō Katakura                |
| Inahime            | Kanetsugu Naoe      | Kanbei Kuroda       | Koshōshō                       |
| Keiji Maeda        | Katsuie Shibata     | Kiyomasa Katō       | Lady Hayakawa                  |
| Kenshin Uesugi     | Kojirō Sasaki       | Masanori Fukushima  | Munenori Yagyū                 |
| Kunoichi           | Kotarō Fūma         | Motonari Mōri       | [[Ii Naomasa\|Naomasa IIDLC ]] |
| Magoichi Saika     | Mitsunari Ishida    | Muneshige Tachibana | Naotora Ii                     |
| Fecha de Masamune  | Motochika Chōsokabe | Ujiyasu Hōjō        | Nobuyuki Sanada                |
| Mitsuhide Akechi   | Musashi Miyamoto    |                     | Takakage Kobayakawa            |
| Nobunaga Oda       | Nagamasa Azai       |                     | Takatora Tōdō                  |
| No                 | Nene                |                     | Toyohisa Shimazu               |
| Oichi              | Sakon Shima         |                     | Yoshitsugu Ōtani               |
| Okuni              | Toshiie Maeda       |                     |                                |
| Ranmaru Mori       | Yoshihiro Shimazu   |                     |                                |
| Shingen Takeda     |                     |                     |                                |
| Honda Tadakatsu    |                     |                     |                                |
| Yoshimoto Imagawa  |                     |                     |                                |
| Yukimura Sanada    |                     |                     |                                |

## Recepción

### Samurai Warriors 4
El juego ha recibido críticas positivas, convirtiéndose en la entrada mejor calificada de la serie. con Famitsu dando una puntuación de 34 sobre 40 en las versiones de PlayStation 3 y PlayStation Vita. Durante la primera semana de lanzamiento en Japón, la versión para PS3 del juego vendió 120,452 copias físicas al por menor, ocupando el segundo lugar entre todas las ventas de software japonesas dentro de esa semana, mientras que la versión para PS Vita vendió 39,597 copias físicas al por menor. Mientras tanto, la versión de PS4 vendió 11,757 copias físicas al por menor durante su primera semana de lanzamiento en Japón.

### Samurai Warriors 4-II
Samurai Warriors 4-II ha recibido una recepción promedio, con una puntuación de 73 sobre 100 para la versión de PlayStation 4 en Metacritic. Durante la semana de debut del lanzamiento en Japón, la versión actualizada de los juegos originales vendió 44,574 unidades en PS3, 23,519 unidades en PS Vita y 22,468 unidades en PS4.

## Medios relacionados

### Escisiones y expansiones
Koei Tecmo colaboró con la Asociación Japonesa de Carreras (JRA) para lanzar Derby Musō (ダ ー ビ ー 無双) el 25 de mayo de 2014 para PC. Derby Musō reutiliza los activos de Samurai Warriors 4 para crear un juego de carreras de caballos, como el de la serie Winning Post, con famosos caballos de carreras japoneses. Ocho personajes de Samurai Warriors 4 componen el elenco jugable, más Matthew C. Perry (conocido en el juego simplemente como Perry).
El juego recibió una revisión, titulada Samurai Warriors 4-II (戦 国 無双 4-II, Sengoku Musō 4-II), que se lanzó en Japón el 11 de febrero de 2015, Norteamérica el 29 de septiembre de 2015 y en Europa en octubre. 2, 2015. No se describe como una continuación ni una expansión de Xtreme Legends como los juegos anteriores; en cambio, proporciona un enfoque "diferente" del mismo juego. Los jugadores eligen un personaje como su protagonista para un escenario seleccionado, que tiene una progresión diferente según el personaje seleccionado. El modo Dream Castle, introducido por primera vez en Samurai Warriors: Chronicles 3, también está presente en el juego. El juego agrega un nuevo personaje, Naomasa Ii, a la lista de personajes. Una segunda expansión, Samurai Warriors 4: Empires (戦 国 無双 4 Empires, Sengoku Musō 4 Empires) fue lanzada en Japón el 17 de septiembre de 2015, para PS3, PS4 y PS Vita, con un lanzamiento en Norteamérica y Europa en 2016. La jugabilidad se centra más en la estrategia como en otras expansiones de Empires, con los jugadores emitiendo órdenes y recibiendo sugerencias hacia y desde sus oficiales militares subordinados. Se agregó una nueva "Administración Nacional Residente". Con más de 100 oficiales genéricos, incluidas mujeres, incorpora el sistema de matrimonio por primera vez, que la serie hermana Dynasty Warriors también había implementado en sus expansiones de Empires. El juego no agrega un personaje nuevo, pero a cambio, se agregaron muchos más eventos nuevos, como interacciones entre personajes. El juego también es compatible con disfraces DLC para todos los personajes (en el juego original, el enfoque de los disfraces DLC está solo en los personajes femeninos).
El 3 de diciembre de 2018, Koei anunció Sengoku Musō 4 DX (戦 国 無双 4 DX) para PlayStation 4 y Nintendo Switch. Incluye más de 150 DLC lanzados anteriormente para el juego, incluidos disfraces, armas, piezas de personalización y otros. También está disponible una edición del "15º aniversario", que incluye un libro de arte, una banda sonora y un conjunto de videos musicales, y un conjunto de postales. Está programado para su lanzamiento en Japón el 14 de marzo de 2019.

### Anime
Un especial de televisión animado titulado Samurai Warriors Special: Legend of the Sanada (Sengoku Musō SP ~ Sanada no Shō ~) se emitió el 21 de marzo de 2014, como parte del décimo aniversario de la serie. Dirigida por Kōjin Ochi y animada por TYO Animations con guion proporcionado por Yuka Yamada. Cuenta con el elenco original de la serie de juegos. Se basa en una batalla temprana en el juego, a saber, el asedio del castillo de Ueda entre el clan Sanada y el clan Tokugawa, con Yukimura Sanada y Nobuyuki Sanada como personajes principales, y Tadakatsu Honda, Mitsunari Ishida, Kanetsugu Naoe, Kunoichi, Ina y Ieyasu Tokugawa en papeles secundarios. El final del especial, que presenta cameos de Kagekatsu Uesugi y Nobunaga Oda, muestra una adaptación de anime completa, simplemente titulada Samurai Warriors, nuevamente dirigida por Kojin Ochi y animada por TYO Animations, que se emitió entre el 11 de enero de 2015 y el 29 de marzo. 2015, por 12 episodios en total. Va más allá del asedio del castillo de Ueda y cubre toda la línea de tiempo del juego, comenzando desde el asedio del castillo de Odawara y terminando en la campaña de Osaka, aunque se centra notablemente en el clan Sanada. Por lo tanto, se presentan más personajes en el anime, incluidos Hidetada Tokugawa y Hideyori Toyotomi, quienes recibieron nuevos diseños de personajes ya que ambos nunca se han podido jugar en ningún juego de la serie.